# Bilașiv, Ostroh
Bilașiv (în ucraineană Білашів) este localitatea de reședință a comunei Bilașiv din raionul Ostroh, regiunea Rivne, Ucraina.

## Demografie
Componența lingvistică a localității Bilașiv
     Ucraineană (99,78%)
     Alte limbi (0,22%)
Conform recensământului din 2001, majoritatea populației localității Bilașiv era vorbitoare de ucraineană (99,78%), existând în minoritate și vorbitori de alte limbi.